# تسویه حساب (فیلم ۲۰۰۳)
تسویه حساب (به انگلیسی: The Reckoning) (به اسپانیایی: El misterrio de Wells) یک فیلم معمایی درام محصول مشترک انگلیس و اسپانیا به کارگردانی پل مک‌گوگان در سال ۲۰۰۳ است. فیلمنامه این فیلم توسط مارک میلز بر اساس کتاب بازی اخلاق نوشته بری آنس‌ورث نگاشته شده‌است. فیلم‌برداری این فیلم در اسپانیا، ولز و انگلیس انجام شده‌است.

## داستان
فیلم در سال ۱۳۸۰ میلادی در انگلستان جریان دارد و داستان کشیش نیکلاس (با بازی بتانی) را روایت می‌کند که پس از اینکه در حال انجام رابطه‌ای نامشروع با زنی متاهل دستگیر می‌شود، از روستای خود فرار می‌کند. در مسیر فرارش، شاهد گروهی است که عضوی از خود را برای پایان دادن به درد مزمن و داخلی‌اش به قتل می‌رسانند. این گروه که یک گروه بازیگری سیار هستند، فکر می‌کنند نیکلاس یک دزد است و او را دستگیر می‌کنند اما پس از توضیح ماجرا، او را به عنوان جایگزین عضو مرده می‌پذیرند.
در سفر به شهر بعدی، به دلیل سقوط پل مسیر اصلی‌شان مسدود شده و مجبور می‌شوند از منطقه‌ای جدید عبور کنند. در این شهر مرموز که قلعه‌اش در حال بازسازی است، زن محکومی به اعدام را می‌بینند که به اتهام قتل پسری بر اساس شهادت راهب بندیکتینی سیمون دامیان (با بازی ایون برمنر) محاکمه شده است. گروه نمایشی نمایش‌هایی مذهبی اجرا می‌کند، اما استقبال بسیار کم است و آن‌ها نمی‌توانند عضو فوت‌شده خود را به خاک بسپارند یا کالسکه‌شان را تعمیر کنند.
سرگروه گروه، مارتین (با بازی ویلم دفو) تصمیم می‌گیرد نمایشی جدید درباره قتل کودک بنویسد. او و نیکلاس به ملاقات زن محکوم در زندان می‌روند و باور می‌کنند او بی‌گناه است. زن به عنوان فریبنده‌ای به تصویر کشیده شده که این موضوع خشم جمعیت و والدین کودک را برمی‌انگیزد، زیرا پسرشان فردی پاک و قوی بوده است. لرد پلانتاژنت دو گویز (با بازی وینسنت کسل) از قلعه نظاره‌گر ماجراست و فرماندار را می‌فرستد تا میدان شهر را به زور پاکسازی کند. مردم هنگام ترک میدان، جزئیات بیشتری درباره مرگ یا ناپدید شدن پسران بازگو می‌کنند.
گروه بازیگری باید تا صبح شهر را ترک کند، اما نیکلاس به دنبال حقیقت درباره سرنوشت پسر است. در شب، جسد را پیدا می‌کنند که نشان می‌دهد قبل از مرگ مورد آزار جنسی قرار گرفته و همچنین به طاعون مبتلا بوده است. قاضی سلطنتی و همراهش با نیکلاس برخورد می‌کنند و برخی شک‌ها را با او در میان می‌گذارند. نیکلاس مجبور به ترک شهر می‌شود، اما بعدها با نقاب راهب بازمی‌گردد. گروه به سفر خود به درهام ادامه می‌دهد، اما مارتین از رهبری گروه کناره‌گیری می‌کند و بازمی‌گردد.
نیکلاس به تغییرات پس از مرگ آگاه است و به ملاقات راهبی می‌رود که در دادگاه شهادت داده بود. راهب ادعا می‌کند نقشی در مرگ نداشته و احتمالا در حال محافظت از کسی است. نیکلاس پس از ترک، توسط مارتین پیدا می‌شود و آن‌ها از قاضی سلطنتی می‌شنوند که راهب مرده است و با مرگ او، شواهد مربوط به گرایشات دو گویز از بین رفته است. همچنین نقشه کودتای دو گویز برای تصاحب تاج و تخت انگلیس فاش می‌شود.
فرماندار می‌گوید هر جا دو گویز می‌رود، پسران ناپدید می‌شوند. نیکلاس شواهد بیشتری به دست می‌آورد که نشان می‌دهد زن محکوم قاتل واقعی نیست (جسد با علامت سفتی بعد از مرگ نشان می‌دهد قتل اخیرتر از زمان اعلام شده بوده). اجرای اعدام مقرر شده اما پیش از آن، گروه نمایشی بازمی‌گردد و دار را به صحنه‌ای برای نمایش جدیدشان تبدیل می‌کند. جمعیت علیه دو گویز برمی‌خیزد و محافظان دوباره به میدان می‌آیند، بازیگران را به کلیسا می‌برند، بی‌خبر از اینکه دو گویز در آنجا به توبه مشغول است.
نیکلاس شواهد را به دو گویز نشان می‌دهد و او همه چیز را با اطمینان اعلام می‌کند، چون می‌داند در سیستم فئودالی غیرقابل دسترسی است. دو گویز از نیکلاس درباره گناهانش می‌پرسد و او اعتراف می‌کند که همسر زنی که با او دستگیر شده را کشته است، پس از اینکه او به نیکلاس حمله کرده بود. هنگام خروج، نیکلاس اطلاع می‌دهد که به طاعون مبتلاست. دو گویز او را با چاقو زخمی می‌کند و نیکلاس به بیرون کلیسا می‌افتد. دو گویز بدون اطلاع از نمایش جدید، به سمت قلعه‌اش می‌رود اما در ورودی قلعه محاصره شده و توسط مردم شهر به دار آویخته شده و قلعه‌اش آتش زده می‌شود.
مقام‌های جدید شهر امیدوارند دلیل مرگ‌ها فراموش شود. قاضی سلطنتی قول می‌دهد که کارهای نیکلاس به اطلاع پادشاه برسد، اما سارا می‌گوید نیکلاس برای پادشاه نبوده بلکه برای بی‌گناهان و رهایی خود عمل کرده است. مارتین اعلام می‌کند نیکلاس در نمایش جدیدشان زندگی خواهد کرد که هنگام رسیدن به درهام اجرا خواهد شد و گروه در حالی که قلعه در آتش می‌سوزد، راهی سفر می‌شود.